# Octave Aubry
Octave Aubry (* 1. September 1881 in Paris; † 27. März 1946 ebenda) war ein französischer Historiker und Schriftsteller.

## Leben
In Paris besuchte Aubry das Lycée Voltaire und das Lycée Charlemagne. Anschließend studierte er Geschichte, unter anderem bei Albert Sorel. Nach Aufenthalten in England und Spanien entschloss er sich zu einer Schriftstellerkarriere in Frankreich. 
Er wurde am 14. Februar 1946 zusammen mit Ernest Seillière, Jean Tharaud, René Grousset und Robert d’Harcourtin in die Académie française aufgenommen. Dies stellte die erste Gruppenwahl dar, da während der vorhergehenden Besatzungszeit keine Wahlen durchgeführt wurden. Aubry wurde der Nachfolger von Weihbischof Alfred Baudrillart (Fauteuil 8). 
Er starb nur einen Monat nach seiner Aufnahme am 27. März 1946 in Paris und fand dort auch seine letzte Ruhestätte.

## Rezeption
Seine erste Veröffentlichung war eine Verssammlung unter dem Titel De l’amour, de l’ironie, de la pitié. Bedingt durch sein Interesse für Geschichte verfasste er in der Folge zahlreiche historische Romane wie Louis XVII., Bonaparte et Joséphine, Le Coup d’état de Brumaire und Marie Waleska. 
Als Historiker galt er als Kenner des 19. Jahrhunderts und schrieb dazu mehrere wissenschaftliche Werke über Persönlichkeiten jener Zeit, wie Napoléon III., die Kaiserin Eugénie, Une histoire du Second Empire, La Vie privée de Napoléon oder La Révolution française.

## Werke (Auswahl)

### Belletristik
- Le Roi perdu. Louis XVII. retrouvé. Mémoire inédit du comte de Vaisons. 21. Aufl. Fayard, Paris 1924. 
  - deutsche Übersetzung: Der verlorene König. Saturn-Verlag, Wien 1939.
- Le Grand Amour caché de Napoléon. Marie Walewska. Ramblot, Paris 1925.
  - deutsche Übersetzung: Maria Walewska. Ein Roman um Napoleons geheime Liebe. Franckh, Stuttgart 1938.
- Le Lit du roi. Casanova, Louis XV et Mlle de Romans. Tallandier, Paris 1926. 
  - deutsche Übersetzung: Das Bett des Königs. Casanovas einzige Liebe. Eigenbrödler Verlag, Berlin 1926.
- Le Roman de Napoléon. Fayard, Paris 1927.

1. Bonaparte et Joséphine.
2. Brelan de femmes, ou Le Coup d’État de Brumaire.

### Sachbücher
- De l’amour, de l’ironie, de la pitié. Plon-Nourrit, Paris 1904.
- Le Roman de l’énergie individuelle. La face d’airain. Plon-Nourrit, Paris 1906.
- De la loi de pardon en matière pénale. Pichon &Durand-Auzias, Paris 1908 (zugl. Dissertation, Universität Paris 1908).
- L’Homme sur la cime. Plon-Nourrit, Paris 1912.
- Le Chemin de Damas. 1912.
- Sœur Anne. Plon-Nourrit, Paris 1912.
- Couleur de sang. Fayard, Paris 1928.
- Une tragédie de palais (Gaspard Hauser). Fayard, Paris 1934 (früherer Titel: L’Orphelin de l’Europe).
- Napoléon III. Fayard, Paris 1929. 
  - deutsche Übersetzung: Napoleon III. C. E. Krug Verlag, Leipzig 1930.
- L’Espagne. Arthaud, Grenoble 1929/30 (2 Bde.)
- Marie Walewska. Fayard, Paris 1930.
- L’Impératrice Eugénie. 1931. 
  - deutsche Übersetzung: Kaiserin Eugenie. Rentsch-Verlag, Erlenbach-Zürich 1940.
- L’Impératrice Eugénie et sa cour. Flammarion, Paris 1932.
- Le Roi de Rome. 1932. 
  - deutsche Übersetzung: Der König von Rom. Rentsch-Verlag, Erlenbach-Zürich 1949.
- La Trahison de Marie-Louise. Flammarion, Paris 1932.
- Les Dernières Années de l’impératrice Eugénie. Flammarion, Paris 1933.
- La Jeunesse du Roi de Rome. Flammarion, Paris 1933.
- Histoire de France, Bd. 3: Révolution et Empire. Flammarion, Paris 1934.
- Sainte-Hélène. 1935 (2 Bde.).

1. La captivité de Napoléon.
2. Le mort de l’Empereur.

- - deutsche Übersetzung: Sankt Helena. Rentsch Verlag, Erlenbach-Zürich 1936

1. Die Gefangenschaft Napoleons.
2. Der Tod des Kaisers.

- L’Aiglon prisonnier. Flammarion, Paris 1935.
- Le «Ménage» de Napoléon. Napoléon, Talma et Mlle George; Marie-Louise, duchesse de Parme; Pèlerinage à Sainte-Hélène; Les Anglais et Napoléon (Napoléon et son temps; Bd. 1). Flammarion, Paris 1936.
- La Mort de l’Aiglon. Flammarion, Paris 1936.
- Le Règne de Napoléon III. Flammarion, Paris 1937.
- Le Second Empire. Fayard, Paris 1938.
  - deutsche Übersetzung: Das zweite Kaiserreich. Rentsch-Verlag, Erlenbach-Zürich 1938.
- Napoléon et l’amour. Flammarion, Paris 1938.
- Vie privée de Napoléon. Flammarion, Paris 1939.
  - deutsche Übersetzung: Napoleon privat. Rentsch Verlag, Erlenbach-Zürich 1940.
- Les Pages immortelles de Napoléon. Corrêa, Paris 1941.
  - deutsche Übersetzung: Napoleon als Schriftsteller. Schwarzwald-Verlag, Freudenstadt 1948.
- L’Aiglon, des Tuileries aux Invalides. Flammarion, Paris 1941.
- La Révolution française. Flammarion, Paris 1942/45 (2 Bde.)

1. La destruction de la royalité. 1942.
2. Le republique. 1945.

- - deutsche Übersetzung: Die französische Revolution. Rentsch Verlag, Erlenbach-Zürich 1946/48 (2 Bde.)

1. Die Zertrümmerung des Königtums. 1946.
2. Die Republik. 1948.